# Helina xiaoxinganna
Helina xiaoxinganna este o specie de muște din genul Helina, familia Muscidae, descrisă de Xue în anul 2001. Conform Catalogue of Life specia Helina xiaoxinganna nu are subspecii cunoscute.